# Huracán Otto (2010)
El huracán Otto produjo días de lluvias torrenciales en gran parte del noreste del Caribe en octubre de 2010. Otto se originó como un ciclón subtropical que se extendía al norte de Puerto Rico el 6 de octubre y se transformó en tormenta tropical al día siguiente, el decimoquinto de la temporada anual de ciclones tropicales. Acelerando hacia el noreste, Otto se fortaleció hasta convertirse en un huracán de categoría 1 en la escala de huracanes de Saffir-Simpson (EHSS) el 8 de octubre, alcanzando vientos máximos de 140 km/h (85 mph). La tormenta comenzó a debilitarse debido a la incompatibilidad del entorno y se convirtió en ciclón extratropical al oeste de las Azores el 10 de octubre. Otto fue el primer ciclón tropical del Atlántico en transformarse en tormenta subtropical desde la tormenta tropical Laura en 2008.
Tras desplazarse cerca del noreste del Caribe durante varios días, Otto y su precursor provocaron lluvias prolongadas en las Islas de Sotavento, las Islas Vírgenes y Puerto Rico, provocando inundaciones generalizadas y numerosos deslizamientos de tierra. Los daños causados por la tormenta, en particular en carreteras, propiedades e infraestructuras, superaron los $22.5 millones (USD 2010), pero no hubo víctimas mortales. Tras virar hacia el noreste, Otto prosiguió su camino a través del Atlántico sin afectar a otras masas continentales.

## Historia meteorológica
A finales de septiembre de 2010, una gran zona de clima alterado asociada a dos ondas tropicales se formó justo al este de las Antillas Menores. La perturbación se desplazó muy lentamente hacia el oeste-noroeste, frenada por una fuerte cizalladura del viento que finalmente provocó que la ola más occidental se disipara. Aunque débil, un canal remanente alargado, o área de baja presión, persistió durante varios días, estancándose sobre el extremo oriental del mar Caribe mientras un vórtice ciclónico de nivel superior cercano retrocedía hacia el norte. Para el 5 de octubre, la vaguada se había desplazado hacia el norte, alcanzando un entorno atmosférico más favorable sobre las Islas Vírgenes, lo que permitió que las presiones más bajas se extendieran a la superficie. La baja presión se definió con precisión, interactuando con el vórtice superior adyacente para producir una amplia banda convectiva —una región concentrada donde pueden formarse fuertes lluvias y tormentas eléctricas— sobre el noreste del Caribe. Durante el día siguiente, el sistema continuó adquiriendo una prominente estructura subtropical, desarrollando un radio de viento notablemente mayor que el que se observa habitualmente en ciclones tropicales puros. Las observaciones satelitales también revelaron que, si bien la circulación de vientos en las zonas bajas era distintiva, se había entrelazado con el vórtice ciclónico situado en altura al suroeste, lo que confirma la naturaleza híbrida del sistema. El Centro Nacional de Huracanes (NHC) clasificó el sistema como una depresión subtropical a las 06:00 UTC del 6 de octubre, cuando se encontraba a 425 kilómetros al norte-noroeste de San Juan, Puerto Rico.
La depresión se deslizó lentamente hacia el noroeste entre el vórtice superior contiguo y una extensa región de alta presión sobre el Atlántico central. Una región de cizalladura del viento más ligera más adelante, así como un debilitamiento previsto del ciclón superior, llevaron al Centro Nacional de Huracanes (NHC) a considerar la posibilidad de una transición tropical. Más tarde, las observaciones satelitales mostraron una rápida mejora en la estructura de la depresión; las bandas convectivas envolvieron completamente el amplio campo de viento interno, lo que produjo ráfagas de hasta 65 mph (105 km/h). En consecuencia, el Centro Nacional de Huracanes (NHC) elevó la categoría de la depresión a tormenta subtropical Otto a las 21:00 UTC del 6 de octubre, a unas 215 millas (345 km) al noreste de Grand Turk. Aunque las imágenes satelitales continuaron mostrando un ciclón subtropical clásico, con el centro de Otto y el vórtice en lo alto casi juntos, los datos de un avión Hurricane Hunters indicaron que se estaba desarrollando un núcleo convectivo débil y cálido dentro de los niveles medios de la circulación, una característica normalmente presente en los niveles superiores de los ciclones tropicales. Además, una contracción del amplio campo de vientos reafirmó que Otto estaba entrando en las etapas finales de su transición tropical. Si bien la actividad convectiva se debilitó brevemente durante la noche, la disminución de la cizalladura y las temperaturas superficiales del mar considerablemente más cálidas permitieron que pequeños focos de tormentas eléctricas se reactivaran en la mañana del 7 de octubre. A medida que Otto serpenteaba hacia el norte, los contrastes de temperatura de los modelos de pronóstico indicaban que el núcleo cálido de la circulación había ascendido a los niveles superiores del ciclón. En consecuencia, se produjo un estallido de convección tropical profunda con temperaturas extremas en la cima de las nubes de aproximadamente -80 °C (-112 °F) sobre el centro. Tras haber perdido sus últimas características subtropicales, Otto se convirtió en un sistema de núcleo cálido y fue declarado operacionalmente tropical a las 1200 UTC de ese día.

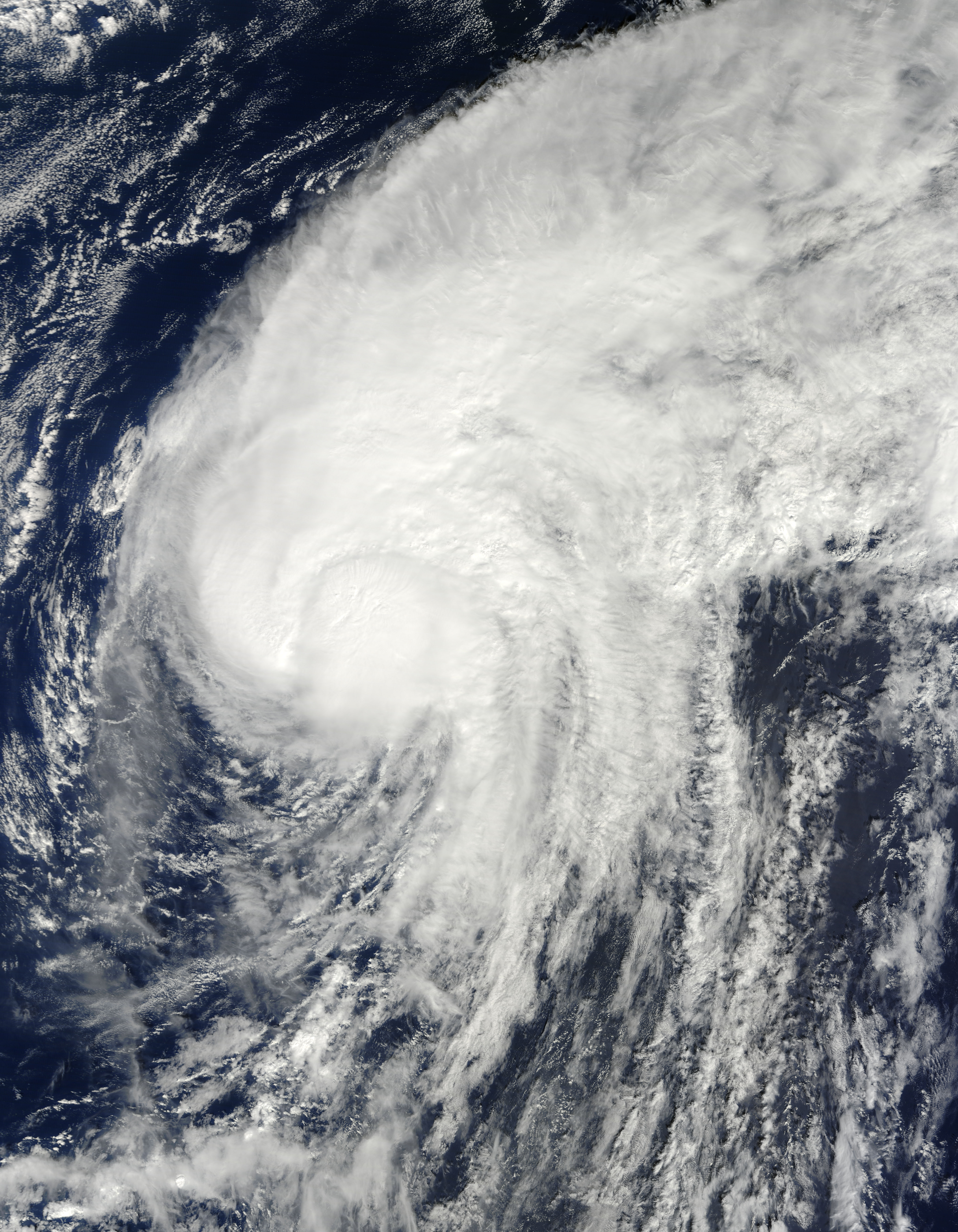
El huracán Otto se debilitó sobre el Atlántico el 9 de octubre

Durante el transcurso del 8 de octubre, Otto comenzó a acelerar hacia el noreste bajo la creciente influencia de una vaguada vertical profunda frente a la costa este de Estados Unidos. Las condiciones en la altura se mantuvieron propicias y la convección de la tormenta se profundizó simétricamente sobre el centro para formar una gran nube densa y bien definida en el centro. A las 1200 UTC, los vientos de Otto habían alcanzado 120 km/h (75 mph) mientras comenzaba a formarse un ojo de nivel medio, lo que llevó al Centro Nacional de Huracanes (NHC) a mejorar la tormenta a huracán de categoría 1 al sur de Bermudas. El huracán recién formado se fortaleció aún más a medida que avanzaba sobre las cálidas aguas del Atlántico central; las imágenes de microondas revelaron que el ojo, aunque oscurecido, estaba bien establecido verticalmente, marcando la fuerza máxima de Otto con vientos estimados de 85 mph (140 km/h).
Al alcanzar su máxima intensidad, Otto quedó completamente incrustado dentro del flujo de capas profundas hacia el suroeste. Al desplazarse hacia el noreste, el huracán entró en una zona de aguas progresivamente más frías y condiciones atmosféricas superiores adversas, que erosionaron su patrón de nubes e interrumpieron la circulación. Con vientos máximos por debajo de los 110 km/h, Otto se redujo a tormenta tropical a última hora del 9 de octubre. La actividad convectiva se detuvo casi por completo debido a la incesante cizalladura del viento y la falta de humedad tropical, lo que llevó a los especialistas a concluir que la tormenta estaba entrando en una transición extratropical. Al día siguiente, el aire frío y seco se infiltró en el núcleo cálido y débil, y Otto comenzó a desarrollar características de bandas frontales. Con estas características, Otto se convirtió en un ciclón extratropical el 10 de octubre y el Centro Nacional de Huracanes (NHC) suspendió las alertas sobre la tormenta. El ciclón postropical se desaceleró cerca de las Azores durante la semana siguiente, donde finalmente degeneró en un remanente de baja presión que giró bruscamente hacia el sureste, antes de disiparse por completo al oeste de Marruecos el 18 de octubre de 2010.

## Preparativos e impacto
Otto y su perturbación precursora provocaron días de lluvias prolongadas y ráfagas de viento en el norte de las Islas de Sotavento, las Islas Vírgenes y Puerto Rico. Las inundaciones localizadas y el mar agitado causaron graves daños en las carreteras, fallas en la infraestructura y cierta erosión de las playas costeras. Durante el paso de la tormenta, numerosos residentes se quedaron sin agua ni electricidad, y se declaró el estado de emergencia en varias naciones del Caribe. Escuelas, negocios y algunas oficinas gubernamentales en todas las Islas Vírgenes y San Cristóbal y Nieves permanecieron cerrados hasta que la tormenta remitiera. El sistema meteorológico causó importantes pérdidas económicas en estas zonas, estimadas en más de $22.5 millones (USD 2010). Además, Otto fue ampliamente considerado como una de las tormentas más lluviosas en la historia del noreste del Caribe, rompiendo repetidamente varios récords de lluvia.

### Islas de Sotavento
En Santa Lucía, las lluvias torrenciales provocaron inundaciones torrenciales a lo largo de la costa más oriental de la isla del 5 al 6 de octubre.En el barrio de Dennery, las inundaciones repentinas afectaron a unas 500 familias; 400 de ellas sufrieron inundaciones o daños graves en sus viviendas. Varias viviendas tuvieron que ser evacuadas y algunas personas quedaron atrapadas en sus hogares. Los residentes también sufrieron la ausencia de agua potable, la falta de electricidad y la imposibilidad de preparar comidas debido a la pérdida de equipos de cocina y otros utensilios. En respuesta, la zona fue declarada zona de desastre; se aprobó un total de EC$500.000 (USD$185.185) para ayudar a las víctimas de las inundaciones, así como US$44.194 adicionales asignados del Fondo de Emergencia para el Socorro en Casos de Desastre de la Federación Internacional de Sociedades de la Cruz Roja y de la Media Luna Roja.

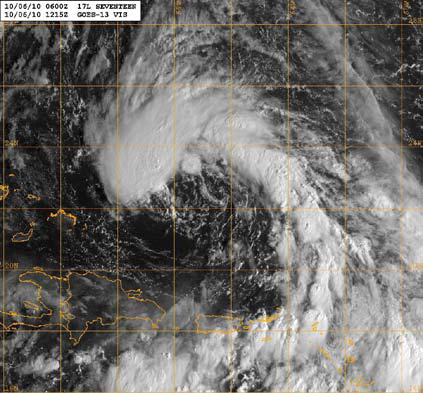
Depresión subtropical Diecisiete al norte de Puerto Rico, con su larga franja de lluvia que se extiende hasta el noreste del Caribe

Torrentes intermitentes azotaron San Cristóbal y Nieves durante al menos cuatro días; se registró un total de hasta 279 mm (10,99 pulgadas) de precipitación durante ese período. Varios propietarios reportaron inundaciones importantes y varias personas tuvieron que ser rescatadas de sus hogares. Las ráfagas de viento generaron mar gruesa en las zonas costeras, lo que provocó erosión de las playas y el derrumbe de una sección de acera. Las lluvias y las inundaciones asociadas desbordaron varias alcantarillas y puentes, arrasaron las cunetas de algunas carreteras y dañaron algunas líneas de servicios públicos, además de causar importantes interrupciones en el servicio eléctrico. La cantidad exacta de daños al territorio sigue siendo desconocida, sin embargo, en las Islas Vírgenes de Estados Unidos, las fuertes lluvias asociadas con Otto rompieron numerosos récords para octubre en las Islas Vírgenes de Estados Unidos, con un total máximo de 21,52 pulgadas (547 mm) reportado en Red Hook, Saint Tomas. La lluvia inundó carreteras y provocó que las autoridades abrieran refugios en las tres islas el 6 de octubre. En Saint Croix, un tramo de la carretera que conduce a Enfield Green se derrumbó, cortando temporalmente el tráfico en el barrio hasta que se construyó una carretera provisional al día siguiente. En La Vallée, en la costa norte de la isla, inundaciones y deslizamientos de tierra afectaron las zonas bajas. El tráfico en Saint Thomas y Saint John inicialmente permaneció sin obstáculos; sin embargo, como la lluvia continuó durante varios días, las inundaciones, los deslizamientos de rocas y la erosión del asfalto obligaron a las autoridades a cerrar varias carreteras y autopistas. Las estimaciones de daños por la tormenta alcanzaron los 2 millones de dólares en todas las islas.
En las Islas Vírgenes Británicas, una alerta de inundaciones repentinas estuvo vigente durante la presencia de Otto del 6 al 8 de octubre. Las inundaciones torrenciales en las islas volcaron varios automóviles y provocaron graves daños a las líneas de servicios públicos y tuberías de drenaje; docenas de personas en Tórtola (específicamente en Road Town) se quedaron temporalmente sin electricidad ni agua. En total, se registraron aproximadamente 634 mm de lluvia y el gobierno declaró el estado de emergencia para todo el territorio. Las inundaciones provocadas por la tormenta fueron consideradas las peores en la historia de las Islas Vírgenes Británicas. En total, los daños en las islas se estimaron en US$10.5 millones, una cifra considerablemente mayor que las pérdidas provocadas por el huracán Earl a principios de año.
Las inundaciones generalizadas provocadas por Otto fueron responsables de aumentos sustanciales en los daños a la red vial de Sint Maartin inicialmente provocados por Earl, por un monto de NAƒ1.5 millones (US$838 mil). En el lado francés de la nación insular, los torrentes y las inundaciones asociadas en Sint Maartin fueron responsables de daños similares a la infraestructura de la propiedad; las pérdidas monetarias allí totalizaron €800 mil (US$1.12 millones).

### Puerto Rico

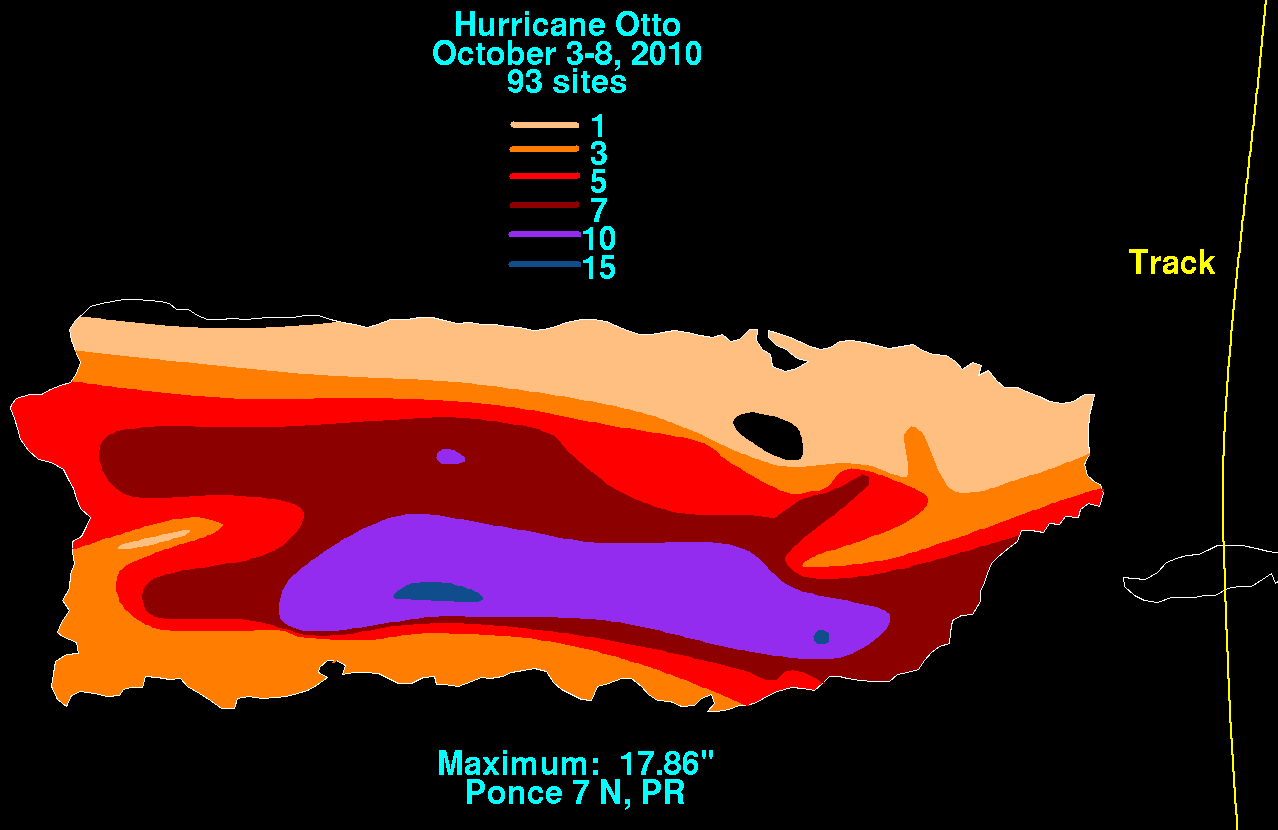
Precipitación total relacionada con la tormenta Otto en Puerto Rico

La lluvia comenzó a caer a cántaros en varias zonas de Puerto Rico el 5 de octubre, persistiendo hasta cinco días en algunas zonas. La mayor cantidad de lluvia durante el período de seis días del 3 al 8 de octubre se registró en Río Portugués, en Ponce, con 454 mm (17.86 pulgadas). Debido a las lluvias, el Gobierno de Puerto Rico decretó el cierre de más de 40 carreteras y 19 calles adicionales fueron parcialmente aseguradas. Las inundaciones generalizadas posteriores afectaron al menos 295 carreteras, 14 de las cuales sufrieron daños considerables. En total, los daños a la infraestructura vial se estimaron preliminarmente en US$6.5 millones. Además, el municipio de Ponce reportó cuantiosas pérdidas en la agricultura, estimadas posteriormente en US$1.5 millones.
Tras el desbordamiento del río Grande de Arecibo el 7 de octubre, un barrio de Utuado quedó aislado de las comunidades aledañas después de que las aguas torrenciales dañaran gravemente su carretera principal. Poco después, un deslizamiento de tierra arrastró un poste de electricidad por la carretera, impidiendo el acceso de vehículos grandes, incluidas ambulancias. Los deslizamientos de tierra atraparon a catorce familias en el municipio de Ponce; una vivienda junto a una carretera sufrió daños considerables y tuvo que ser evacuada. En Cayey, un distrito quedó aislado de las zonas vecinas debido al colapso de un puente. En la zona, el desbordamiento de los cauces del río provocó inundaciones en las calles locales, atrapando a decenas de familias en sus hogares. Las graves inundaciones contaminaron el suministro de agua, dejando a unas 45.000 personas sin agua potable tras la tormenta. En respuesta, el gobierno declaró el estado de emergencia en toda la isla. Las autoridades abrieron 120 refugios y varias víctimas de las inundaciones tuvieron que ser rescatadas.